# پهلوانان نمی‌میرند
پهلوانان نمی‌میرند مجموعه‌ای تلویزیونی به کارگردانی حسن فتحی ساخته سال ۱۳۷۶ است که از شبکه دوم ایران پخش شده است.

## داستان
این مجموعه تلویزیونی داستانی در زمان قاجار را روایت می‌کند در شهر تهران که پهلوانان ورزش باستانی مورد اعتماد و احترام همه مردم بودند. ناگهان پهلوان اول پایتخت کشته می‌شود. در ادامه شخصیتهای دیگری چون پهلوان جواد کشته می‌شوند. در این راستا پهلوان نصرت فرزند اول پهلوان خلیل مرحوم پیگیر قضایای قتلهای مرموز شده و در می‌یابد قتلها زیر سر یک فرد متظاهر و مکار (پهلوان اسد و دو شاگردش) است که در میانه داستان کنسول روس با انگیزه قتل سید مهدی واعظ نیز با آنها همداستان شده است؛ ضمناً شازده معتمد و لوطی اصلان راهزن نیز تصادفاً از هویت قاتلان مطلع شده‌اند. در انتها پهلوان نصرت به یاری دو تن از مریدانش (ارسلان و حشمت زرین) و پهلوان قلیچ و یک افسر نظامی باوجدان (میرزاعلی) قاتلان را به سزای اعمالشان می‌رساند. مجموعه تلویزیونی یک داستان جنایی با الهام از سبک جنایی آگاتا کریستی است که در فضای تاریخی دوران قاجاریه رخ می‌دهد و در مواردی به مستندات تاریخی (شخصیت سید مهدی واعظ و قتل گریبایدوف، کنسول روس) اشاره دارد؛ داستان مجموعه تلویزیونی دارای پیچیدگیهای جنایی و نیز کشمکشهای روحی شخصیتهایی چون پهلوان نصرت و شیخ حسین پهلوان است که بیننده را به‌خوبی با خود همراه می‌سازد.

## بازیگران و صداپیشگان
سرپرستی گویندگان این مجموعه تلویزیونی بر دوش بهرام زند بوده است. دیگر دوبلورهای این مجموعه تلویزیونی عبارتند از:
| نقش (زن)           | بازیگر              | دوبلور                  | نقش (مرد)                                | بازیگر                                                      | دوبلور            |
| ۱- حلیمه خاتون     | فخری خوروش          | رفعت هاشم‌پور            | ۱- پهلوان خلیل                           | جمشید مشایخی                                                | منوچهر اسماعیلی   |
| ۲- فاطمه           | کتایون ریاحی        | مینو غزنوی              | ۲- پهلوان جواد                           | حمید مظفری                                                  | منوچهر اسماعیلی   |
| ۳- اعظم‌السادات     | فریماه فرجامی       | زهره شکوفنده            | ۳- نصرت                                  | عبدالرضا اکبری                                              | بهرام زند         |
| ۴-کوکب خاتون       | محبوبه مقبلی        | فهیمه راستکار           | ۴- عزت                                   | علی گوهری                                                   | خسرو خسروشاهی     |
| ۵- ننه ارسلان      | ملیحه نظری          | مهین بزرگی              | ۵- حشمت زرین                             | علی اوسیوند                                                 | منوچهر والی‌زاده   |
| ۶- اکرم خانم       | صدیقه کیانفر        | زهرا آقارضا (پری هاشمی) | ۶- ارسلان                                | مصطفی عبداللهی                                              | ناصر نظامی        |
| ۷-همسر لطف‌الله‌طاهر | فاطمه طاهری         | پروین ملکوتی            | ۷-شیخ‌حسین                                | حسین خانی‌بیک                                                | احمد رسول‌زاده     |
| ۸-همسر یونس        | وجیهه نوجوان        | مهوش افشاری             | ۸- اسد                                   | هادی مرزبان                                                 | عطاءالله کاملی    |
| ۹- نرگس            | فریبا کامران        | مریم شیرزاد             | ۹- لطف‌الله‌طاهر                           | آتش تقی‌پور                                                  | خسرو شمشیرگران    |
| ۱۰- منیر خانم      | بمانی دلدار گلچین   | فریبا رمضان‌پور          | ۱۰-یونس                                  | ولی‌الله مؤمنی                                               | ولی‌الله مؤمنی     |
| ۱۱-لیلا            | حمیرا ریاضی         | نرگس فولادوند           | ۱۱- حسین قلیچ                            | عنایت‌الله بخشی                                              | عنایت بخشی        |
| ۱۲- زهرا           | مینو جبار زاده      | سیما خوش‌چشم             | ۱۲- سید مهدی                             | فخرالدین صدیق‌شریف                                           | فخرالدین صدیق‌شریف |
| ۱۳- ملیحه خانم     | مهوش وقاری          | فاطمه نیرومند           | ۱۳-مرشد هاشم                             | فرشید صمدی پور                                              | اسماعیل قادرپناه  |
| ۱۴-مادر مصطفی      | مریم مقبلی          | الیزا اورامی            | ۱۴- رئیس تأمینات                         | جهانگیر فروهر                                               | منوچهر نوذری      |
| ۱۵-کلثوم خانم      | صدیقه قدیری خورزوقی | مریم نشیبا              | ۱۵- سفیر                                 | رامین نعمتی                                                 | ناصر ممدوح        |
|                    |                     |                         | ۱۶- کنسول روس                            | رضا فیاضی                                                   | رضا فیاضی         |
|                    |                     |                         | ۱۷- حضرت اشرف                            | غلامرضا طباطبایی                                            | مازیار بازیاران   |
|                    |                     |                         | ۱۸- شازده معتمد                          | منصور والامقام                                              | ژرژ پطرسی         |
|                    |                     |                         | ۱۹- مفتش                                 | محمد ورشوچی                                                 | اصغر افضلی        |
|                    |                     |                         | ۲۰- مفتش                                 | ناصر گیتی‌جاه                                                | پرویز ربیعی       |
|                    |                     |                         | ۲۱- داروغه                               | رضا بنفشه‌خواه                                               | سیامک اطلسی       |
|                    |                     |                         | ۲۲- دایی فتح‌الله                         | جعفر بزرگی                                                  | جواد پزشکیان      |
|                    |                     |                         | ۲۳- احمد                                 | کامران ملک‌مطیعی                                             | امیرهوشنگ زند     |
|                    |                     |                         | ۲۴- تقی                                  | کیهان ملکی                                                  | شهروز ملک‌آرایی    |
|                    |                     |                         | ۲۵- میرزا علی                            | محمد حاتمی                                                  | محمد عبادی        |
|                    |                     |                         | ۲۶- عباس                                 | عباس ظفری                                                   | امیرمحمد صمصامی   |
|                    |                     |                         | ۲۷- میرزا یحیی                           | داوود فتحعلی‌بیگی                                            | مهدی آرین نژاد    |
|                    |                     |                         | ۲۸- خیرالله، پسر شیخ حسین                |                                                             | شروین قطعه‌ای      |
|                    |                     |                         | ۲۹- مرتضی                                | آیدین توفیق                                                 | افشین ذی‌نوری      |
|                    |                     |                         | ۳۰- حیدر                                 | اسفندیار مهرتاش                                             | اسفندیار مهرتاش   |
|                    |                     |                         | ۳۱- اصلان                                | بیوک میرزایی                                                | بیوک میرزایی      |
|                    |                     |                         | ۳۲- اکبر آقا                             | حمید مهرآرا                                                 | علی‌همت مومی‌وند    |
|                    |                     |                         | ۳۳- یکی از گزمه‌ها                        |                                                             | تورج نصر          |
|                    |                     |                         | ۳۴- کنسول انگلیس، یکی از گزمه‌ها و گاریچی | نقش گاریچی با بازی حسین ایل بیگی و گزمه با بازی محمد پورحسن | ناصر خاوری        |
|                    |                     |                         | ۳۵- دستیار اصلان راهزن                   | سیامک حلمی                                                  | شهاب عسگری        |
|                    |                     |                         | ۳۶- برادرزاده پهلوان یونس                |                                                             | غلامرضا صادقی     |
|                    |                     |                         | ۳۷- مرد بدهکار                           | کوروش اسماعیلی                                              | سعید مقدم‌منش      |
|                    |                     |                         | ۳۸- کاکا مرجان                           |                                                             | محمدعلی دیباج     |